# باتوس دي ميناس
باتوس دي ميناس هي بلدية في البرازيل، تتبع ميناس جرايس، بلغ عدد سكانها 138٬710  نسمة، في 2010، تبلغ مساحتها 3٬189٫771 كيلومتر مربع، رمزها البريدي هو 38700-000.

## الموقع
تشترك في الحدود مع:
- Carmo do Paranaíba [الإنجليزية]‏
- Lagoa Formosa [الإنجليزية]‏
- Guimarânia [الإنجليزية]‏
- Serra do Salitre [الإنجليزية]‏.

## أعلام
- رينالدو
- فرناندو دينيز